# Giora Spiegel
Pour les articles homonymes, voir Spiegel.
Giora Spiegel, ou Gyora Spiegel (en hébreu : גיורא שפיגל) (né le 27 juillet 1947 à Petah Tikva), est un footballeur israélien reconverti en entraîneur. En tant que footballeur, il a détenu le record de sélections en équipe d'Israël pendant la plus longue période (14 ans et 357 jours). Il a aussi joué dans le championnat de France, avec le RC Strasbourg et l'Olympique lyonnais.

## Biographie
Il est le fils d'Eliezer Spiegel, qui était footballeur durant la Palestine mandataire.

### Carrière de joueur
Dès sa jeunesse, il joue au Maccabi Tel-Aviv où il est repéré dès son plus jeune âge. À l'âge de 17 ans, il mène l'équipe d'Israël des moins de 21 ans au championnat d'Asie, et à 18 ans, il est appelé pour la première fois en équipe d'Israël. 
Il participe aux Jeux olympiques en 1968 et à la Coupe du monde 1970. 
En 1973, après de mauvais rapports avec le manager du Maccabi, Jerry Beit haLevi, il est transféré en France. Il retourne plus tard au Maccabi puis repart en France pour ne revenir en Israël qu'en 1979 au Maccabi à nouveau, où il aide l'équipe a remporter le championnat d'Israël.

## Palmarès

### En tant que joueur
- Championnat d'Israël en 1968, 1970, 1972 et 1979 avec le Maccabi Tel-Aviv.
- Coupe d'Asie des clubs champions en 1969 et en 1971 avec le Maccabi Tel-Aviv.
- Coupe d'Israël en 1970 avec le Maccabi Tel-Aviv.
- Finaliste de la Coupe d'Israël en 1979 avec le Maccabi Tel-Aviv.

### En tant qu'entraîneur
- Championnat d'Israël avec le Bnei Yehoudah et le Maccabi Haïfa